# Grażyna Broda
Grażyna Barbara Broda (ur. 1946, zm. 23 lipca 2013 w Warszawie) – polska lekarz-epidemiolog, profesor nadzwyczajny Instytutu Kardiologii im. Prymasa Tysiąclecia Kardynała Stefana Wyszyńskiego.

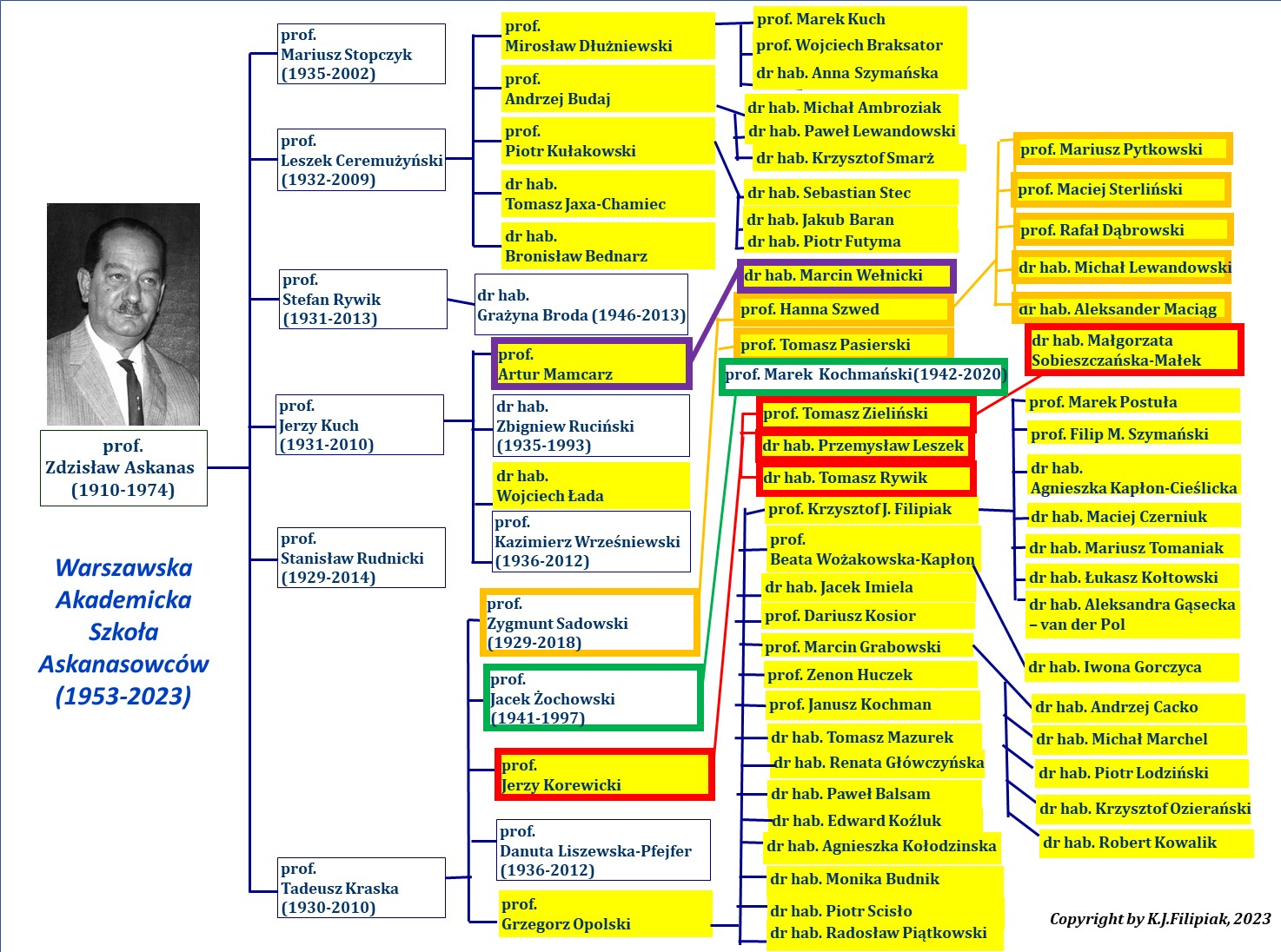
Drzewo genealogiczne przedstawicieli Warszawskiej Akademickiej Szkoły Kardiologii wywodzącej się od prof. Zdzisława Askanasa, do której należała Grażyna Broda

## Życiorys
Po ukończeniu studiów medycznych została kardiologiem, a następnie rozszerzyła zakres swojej pracy o epidemiologię. Należała do wielu towarzystw, stowarzyszeń naukowych oraz grup eksperckich. Czynnie uczestniczyła w pracach Polskiego Towarzystwa Nadciśnienia Tętniczego (jako członek Zarządu Głównego), Polskiego Towarzystwa Kardiologicznego, Polskiego Forum Profilaktyki Chorób Układu Krążenia. Od 2011 do śmierci przewodniczyła Sekcji Prewencji i Epidemiologii Polskiego Towarzystwa Kardiologicznego. Współtworzyła programy prewencyjne i epidemiologiczne, była autorką ponad dwustu artykułów i referatów dotyczących kardiologii, epidemiologii, genetyki medycznej i medycyny ogólnej. wielokrotnie jako ekspert w zakresie chorób serca udzielała wywiadów w mediach, prowadziła prace badawcze dotyczące chorób cywilizacyjnych oraz wywołanych przez używki u osób uzależnionych.
Spoczywa na cmentarzu Bródnowskim (kw. 51A-3-24).